# IBM System/23
IBM System/23 Datamaster je računalo koje je na tržište izašlo u srpnju 1981. godine. Proizvodilo se u dvije varijante: model 5322 (stolni model), te model 5324 (podni model). Nasljednik je modela IBM 5120.
Datamaster je računalo s monokromatskim CRT zaslonom veličine 12", tipkovnicom, procesorom, memorijom i dva 8-inčna disketna pogona, sve u jednom kućištu. Procesor je 8-bitni Intel 8085, a bio je ugrađen i BASIC interpreter. Računalo je bilo zamišljeno da se može instalirati i raditi bez pomoći stručnjaka. 
U vrijeme predstavljanja na tržištu Datamaster je zajedno s pisačem koštao 9.830 USD što je u to vrijeme bilo najjeftinije malo poslovno računalo. Za obradu teksta bilo je moguće dokupiti odgovarajući hardver i softver po cijeni od 1.100 do 2.200 USD. Nasljednik Datamastera je IBM PC koji je pušten u prodaju mjesec dana nakon predstavljanja Datamastera.

## Vanjske poveznice
- Muzej starih računala - IBM System/23